# Zhang Yan
Zhang Yan (6 de agosto de 1972) é uma ex-futebolista chinesa, medalhista olímpica.

## Carreira
Zhang Yan integrou o elenco da Seleção Chinesa de Futebol Feminino, nas Olimpíadas de 1996, que ficou em segundo lugar. 